# 東洋紡STC
東洋紡STC株式会社（とうようぼう エス・ティー・シー）は大阪市北区にある繊維系会社。
1936年に新興産業として設立、繊維商社として日本国外にも展開していた。その後、筆頭株主であった東洋紡績（現・東洋紡）により完全子会社化され、繊維専門卸事業に完全特化した。2008年度に東洋紡スペシャルティズトレーディング株式会社に業務が引き継がれ、新興産業は解散した。
2013年10月1日付をもって社名を「東洋紡STC株式会社」に変更した。

## 沿革
- 1936年11月 - 新興産業が設立される。
- 1947年2月 - 東洋紡績株式会社の関係会社となる。
- 1961年10月 - 東京・大阪証券取引所2部に上場。
- 2003年8月 - 東洋紡績による完全子会社化に伴い上場廃止。
- 2008年4月 - 東洋紡スペシャルティズトレーディング株式会社を設立し、フィルム・機能樹脂、産業マテリアル、ライフサイエンス及び衣料繊維事業を移転[3]。その後、2008年度中に新興産業は解散[3]。
- 2013年10月 - 東洋紡STC株式会社へ商号変更[4]。